# Jonathan Hawkins
Jonathan Hawkins (nascut l'1 de maig de 1983) és un jugador d'escacs anglès, que té el títol de Gran Mestre des de 2014.
A la llista d'Elo de la FIDE de l'agost de 2015, hi tenia un Elo de 2554 punts, cosa que en feia el jugador número 9 (en actiu) d'Anglaterra, i el 407è millor jugador al rànquing mundial. El seu màxim Elo va ser de 2557 punts, a la llista de maig de 2015.

## Resultats destacats en competició
El 2014 fou campió de la Gran Bretanya d'escacs actius amb 10½ punts de 11. El 2014 fou campió de la Gran Bretanya juntament amb David Howell. I a l'agost de 2015 fou de nou campió de la Gran Bretanya, aquest cop en solitari amb 8½ punts d'11, mig punt per davant de David Howell, Nicholas Pert i Danny Gormally.